# Centrale thermique du Port-Ouest
Pour les articles homonymes, voir Centrale thermique du Port.
La centrale thermique du Port-Ouest est une ancienne centrale thermique de l'île de La Réunion, département d'outre-mer français du sud-ouest de l'océan Indien. Elle est située sur le territoire de la commune du Port, dans le nord-ouest de l'île. Construite dans les années 1970, elle a été définitivement arrêtée le 18 avril 2013 pour laisser place à la nouvelle centrale thermique du Port-Est.